# ワガママで誤魔化さないで
『ワガママで誤魔化さないで』は、THE ORAL CIGARETTESの9枚目のシングル。2019年3月13日にA-Sketchよりリリースされた。

## 概要
前作より1年6ヶ月ぶりとなるシングル。表題曲はフジテレビ系アニメ『revisions リヴィジョンズ』オープニングテーマ。

### 仕様
「通常盤」「完全生産限定盤」の2形態で発売。完全生産限定盤は1万枚限定、スリーブケース仕様、2018年9月から11月にかけて行われた「Kisses and Kills Tour Live house series 〜Directly to various places〜」に密着したライブ映像とドキュメンタリー映像を収録したDVDが付属。

## チャート成績
- 2019年3月25日付のオリコン週間ランキングでは初動約1万5千枚を売り上げ、週間5位にランクインした[2]。2022年6月現在2番目に売れたシングル[3]。

## ミュージック・ビデオ
2018年12月23日に表題曲の「ワガママで誤魔化さないで」のミュージックビデオが公開。監督は渡邉哲。2019年3月13日にカップリング曲「Color Tokyo」のミュージックビデオが公開。監督は神崎峰人。

## 収録曲
全曲作詞・作曲：山中拓也、編曲：THE ORAL CIGARETTES
1. ワガママで誤魔化さないで [4:17]
2. Color Tokyo [4:43]
3. Like the Music [3:52]
4. ワガママで誤魔化さないで(Instrumental) [4:18]

完全生産限定盤DVD
- "Kisses and Kills Tour Live house series ～Directly to various places～" Live & Documentary

## テレビ演奏
- 2019年3月8日 - テレビ朝日系「ミュージックステーション」[7]